# ارتم خوتسیانوفسکی
ارتم خوتسیانوفسکی (اوکراینی: Артем Леонідович Хоцяновський؛ زادهٔ ۲۰ اکتبر ۱۹۹۸) بازیکن فوتبال اهل اوکراین است.
از باشگاه‌هایی که در آن بازی کرده‌است می‌توان به باشگاه فوتبال دینامو کی‌یف اشاره کرد.